# Kittensee

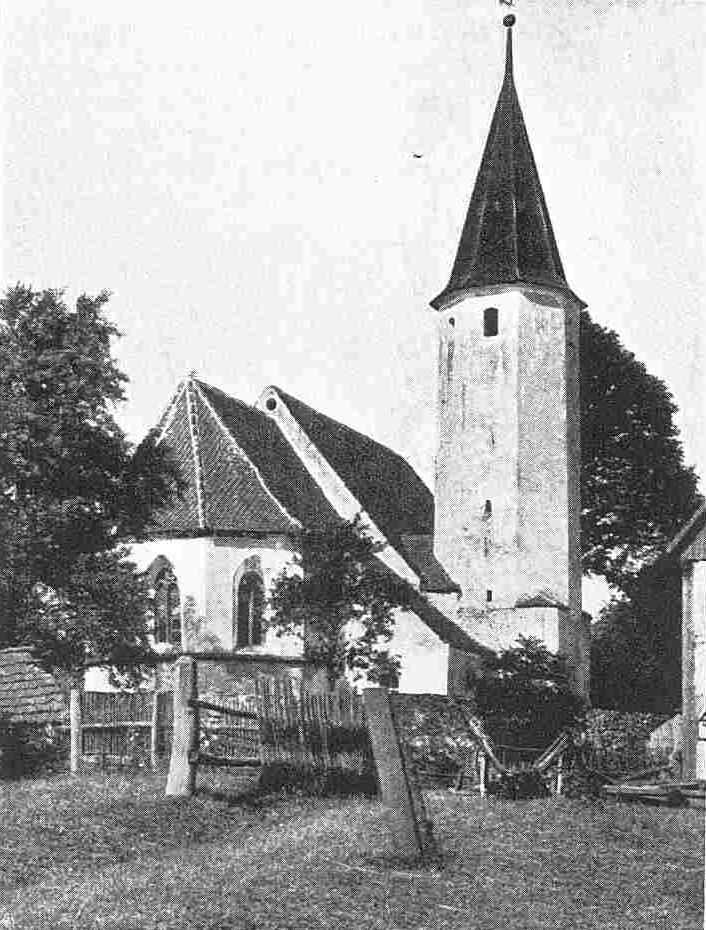
St.-Sebastian-Kirche in Kittensee (undatierte Aufnahme)

Kittensee war ein bayerisches Kirchdorf, das zur aufgelösten Gemeinde Griffenwang im Landkreis Parsberg gehörte.
Die Wüstung Kittensee befindet sich auf dem Gelände des Truppenübungsplatzes Hohenfels, der in den Jahren 1938 bis 1940 errichtet und nach Ende des Zweiten Weltkriegs erweitert wurde. Die Bewohner von Kittensee wurden umgesiedelt und die Gemeinde Griffenwang erlosch. Die unbewohnten Orte dienen heute als sogenannte „Übungsdörfer“.
Das Dorf beheimatete die spätgotische Kirche „St. Sebastian“, die 1420 erbaut wurde. Wann die Kirche „St. Sebastian“ abgerissen wurde, ist nicht überliefert.